# Kdegraphics
kdegraphics je balíček softwaru z projektu KDE, který je určen pro práci s grafikou.

## Součástí
Následující aplikace a moduly jsou přímo součástí balíčku kdegraphics (tedy zdrojových kódů projektu KDE).
- Gwenview, prohlížeč obrázků
- KColorChooser, dialog pro výběr barvy
- KolourPaint, jednoduché malování
- KRuler, pravítko
- KSnapshot, vytváří snímky obrazovky
- Okular, prohlížeč dokumentů
- kamera, modul pro KIO k prohlížení a stahování fotografií z digitálních fotoaparátů přes pseudoprotokol kamera:/ v URL; modul pro kcontrol ke správě digitálních fotoaparátů
- kgamma, modul pro kcontrol pro kalibraci monitoru
- ksaneplugin, skenovací služba

Tyto aplikace nejsou součástí balíčku kdegraphics a jsou to tedy samostatné projekty. Jsou však uvedeny na webových stránkách projektu KDE mezi aplikacemi z balíčku kdegraphics. Jejich seznam není úplný.
- digiKam, správce digitálních fotografií
- KColorEdit, nástroj pro úpravu barevných palet
- KFax, prohlížeč faxů
- KGrab, nástroj k zachycení dění na obrazovce
- KGraphViewer, prohlížeč grafů v jazyce DOT aplikace Graphviz
- KIconEdit, editor ikon
- KPhotoAlbum, nástroj pro indexaci, hledání a prohlížení fotografií
- KPovModeler, modelovací program pro vytváření scén ve formátu aplikace POV-Ray
- Krita, kreslení a manipulace s obrázky (je součástí balíčku KOffice)
- Skanlite, jednoduchá aplikace ke skenování a ukládání obrázků (založen na KSane)
- KuickShow, prohlížeč obrázků

Součástí balíčku jsou také tyto knihovny.
- libkdcraw, součást KIPI-plugins
- libexiv2, součást KIPI-plugins
- libkipi, součást KIPI-plugins
- libksane, součást KIPI-plugins

Ve starších verzí prostředí KDE (verze 3.x) patřily do balíčku také další aplikace.
- kdvi, prohlížeč dokumentů ve formátu DVI
- KGhostView, prohlížeč souborů ve formátu PostScript/PDF
- kooka, scanovací program
- KView, jednoduchý prohlížeč obrázků